# Banisteriopsis gardneriana
Banisteriopsis gardneriana là một loài thực vật có hoa trong họ Malpighiaceae. Loài này được (A.Juss.) W.R.Anderson & B.Gates mô tả khoa học đầu tiên năm 1975.